# Paralelo 70 norte
El Paralelo 70 Norte es un círculo de latitud que está 70 grados norte del plano ecuatorial de la Tierra, en el Ártico. Cruza el océano Atlántico, Europa, Asia y Norteamérica, y pasa a través de algunos de los mares meridionales del océano Ártico.
A esta latitud el sol de medianoche dura desde el 16 de mayo al 27 de julio, y en invierno el sol se pone el 25 de noviembre y sale sobre el 16 de enero. A mediodía de los días de los solsticios de verano e invierno la altura del sol es de 43,45º y -3,04º respectivamente, a medianoche del solsticio de verano el sol se encuentra a 3,64º de altitud.
Comenzando en el meridiano de Greenwich y dirigiéndose al este, el Paralelo 70 Norte pasa a través de:
| Coordenadas                        | País, territorio o mar   | Notas |
| ---------------------------------- | ------------------------ | --- |
| 70°0′N 0°0′E / 70.000, 0.000       | Océano Atlántico         | Mar de Noruega |
| 70°0′N 18°40′E / 70.000, 18.667    | Noruega                  | |
| 70°0′N 27°22′E / 70.000, 27.367    | Finlandia                | |
| 70°0′N 28°2′E / 70.000, 28.033     | Noruega                  | |
| 70°0′N 29°30′E / 70.000, 29.500    | Mar de Barents           | |
| 70°0′N 58°44′E / 70.000, 58.733    | Rusia                    | Isla Vaygach |
| 70°0′N 60°12′E / 70.000, 60.200    | Mar de Kara              | |
| 70°0′N 66°56′E / 70.000, 66.933    | Rusia                    | Península de Yamal |
| 70°0′N 72°30′E / 70.000, 72.500    | Golfo de Obi             | |
| 70°0′N 73°45′E / 70.000, 73.750    | Rusia                    | |
| 70°0′N 159°53′E / 70.000, 159.883  | Mar de Siberia Oriental  | |
| 70°0′N 168°13′E / 70.000, 168.217  | Rusia                    | Isla Ayon |
| 70°0′N 168°31′E / 70.000, 168.517  | Mar de Siberia Oriental  | |
| 70°0′N 170°35′E / 70.000, 170.583  | Rusia                    | |
| 70°0′N 171°48′E / 70.000, 171.800  | Mar de Siberia Oriental  | |
| 70°0′N 177°56′E / 70.000, 177.933  | Mar de Chukchi           | |
| 70°0′N 162°27′O / 70.000, -162.450 | Estados Unidos           | Alaska |
| 70°0′N 142°34′O / 70.000, -142.567 | Mar de Beaufort          | |
| 70°0′N 131°2′O / 70.000, -131.033  | Canadá                   | Territorios del Noroeste - Península de Tuktoyaktuk |
| 70°0′N 129°30′O / 70.000, -129.500 | Mar de Beaufort          | |
| 70°0′N 128°18′O / 70.000, -128.300 | Canadá                   | Territorios del Noroeste - Península del cabo Bathurst |
| 70°0′N 126°54′O / 70.000, -126.900 | Golfo de Amundsen        | |
| 70°0′N 125°12′O / 70.000, -125.200 | Canadá                   | Territorios del Noroeste - Península de Parry |
| 70°0′N 124°30′O / 70.000, -124.500 | Golfo de Amundsen        | |
| 70°0′N 117°22′O / 70.000, -117.367 | Canadá                   | En Isla Victoria: - Territorios del Noroeste - Territorios del Noroeste / Nunavut border - Territorios del Noroeste - Territorios del Noroeste / Nunavut border - Nunavut |
| 70°0′N 100°48′O / 70.000, -100.800 | Estrecho Victoria        | |
| 70°0′N 98°50′O / 70.000, -98.833   | Estrecho de Larsen       | Pasa justo al norte de isla del Rey Guillermo, Nunavut, Canadá |
| 70°0′N 97°35′O / 70.000, -97.583   | Estrecho de James Ross   | Pasa justo al norte de las Islas Clarence, Nunavut, Canadá |
| 70°0′N 96°17′O / 70.000, -96.283   | Canadá                   | Península Boothia, Nunavut |
| 70°0′N 92°1′O / 70.000, -92.017    | Golfo de Boothia         | |
| 70°0′N 86°54′O / 70.000, -86.900   | Canadá                   | Nunavut - Isla del príncipe coronado Federico |
| 70°0′N 86°27′O / 70.000, -86.450   | Estrecho de Fury y Hecla | |
| 70°0′N 84°20′O / 70.000, -84.333   | Canadá                   | Nunavut - Isla de Baffin |
| 70°0′N 81°9′O / 70.000, -81.150    | Bahía de Murray Maxwell  | |
| 70°0′N 80°19′O / 70.000, -80.317   | Canadá                   | Nunavut - Isla de Baffin |
| 70°0′N 78°39′O / 70.000, -78.650   | Ensenada de Steensby     | |
| 70°0′N 77°41′O / 70.000, -77.683   | Canadá                   | Nunavut - Isla de Baffin |
| 70°0′N 67°20′O / 70.000, -67.333   | Bahía de Baffin          | Límite septentrional del estrecho de Davis |
| 70°0′N 54°38′O / 70.000, -54.633   | Groenlandia              | Isla Disko y continente |
| 70°0′N 22°18′O / 70.000, -22.300   | Océano Ártico            | Mar de Groenlandia Mar de Noruega |